# Tomás Gomensoro (miasto)
Tomás Gomensoro – miasto w Urugwaju, w departamencie Artigas.